# Giorgio Costantino Schinas
Giorgio Costantino Schinas (ur. 1834, zm. 1894) – maltański architekt i inżynier. Miał greckie korzenie.
Urodził się w Valletcie w 1834, jako syn Costantino Schinasa i jego żony Elisabetty Camilleri. Studiował na Royal University of Pavia, Reale Scuola d’Applicazione degli Ingegneri of Turin, oraz na University of Malta, uzyskując w 1863 stopień naukowy inżyniera budownictwa cywilnego. Pracował w służbie cywilnej, od 1888 do śmierci był nadinspektorem robót publicznych. Posiadał uprawnienia architekta i geodety.

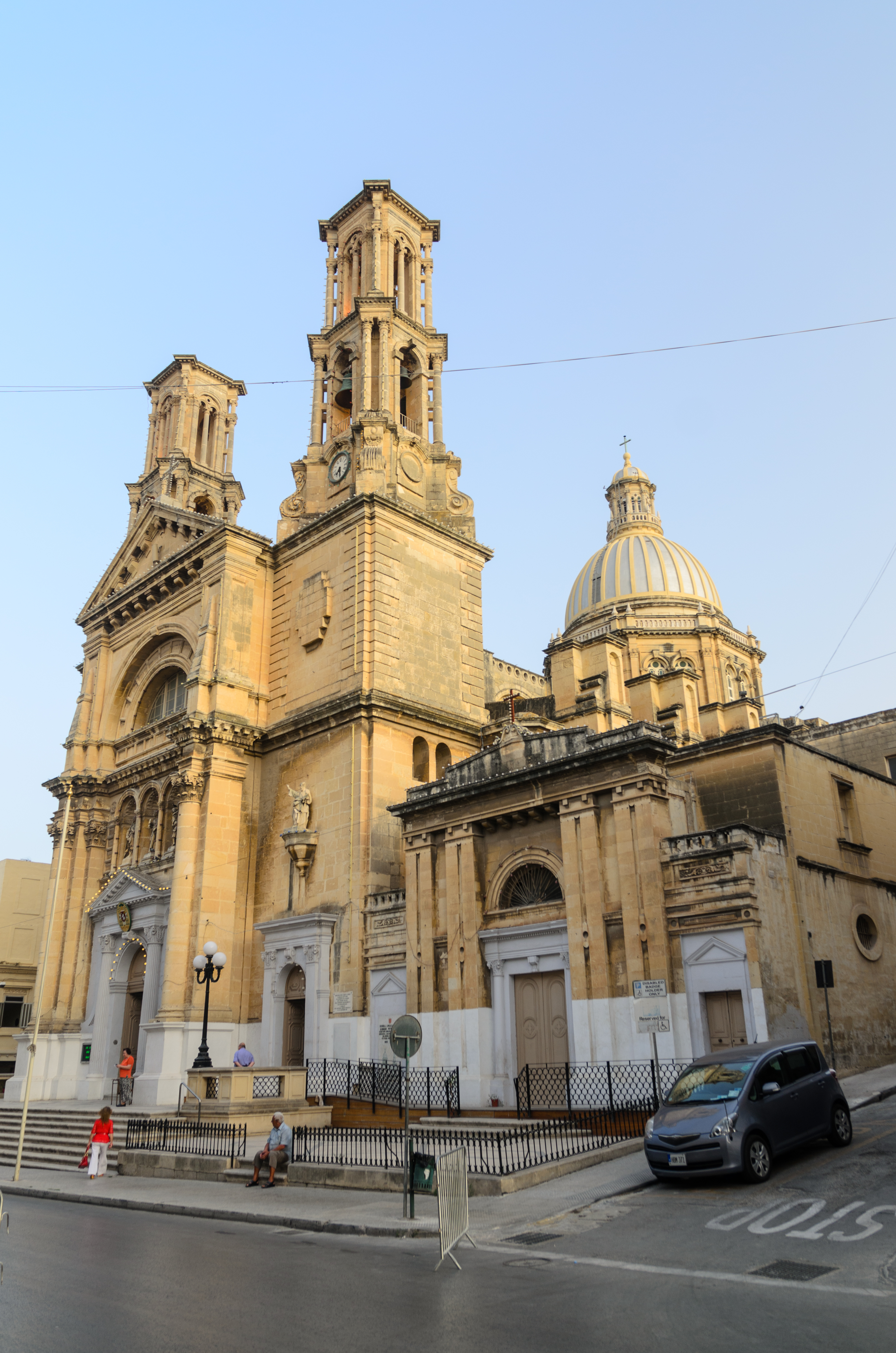
Kościół św. Kajetana w Ħamrun

Jego najwspanialszymi pracami są kościół parafialny św. Kajetana w Ħamrun (1869–75) oraz stacja przepompowywania wody w Luqa. W tym pierwszym projekcie użył kombinacji kilku stylów architektonicznych, w tym neogotyckiego oraz barokowego. Planował również neoromańskie, podobne do wieżyczek, struktury, budowane zamiast kopuły, lecz nie doszło do ich realizacji.
Schinas był również profesorem na University of Malta, gdzie wykładał matematykę i fizykę; oraz ex officio członkiem Rady Rządowej. Jego żoną była Marianna Cassar Torreggani. Schinas zmarł 27 czerwca 1894.